# رالف یرسلی
رالف یرسلی (انگلیسی: Ralph Yearsley) بازیگر سینما اهلِ انگلستان و ایالات متحده آمریکا بود. او مابین سال‌های ۱۹۲۱ تا ۱۹۲۸ میلادی فعالیت داشت و در سن ۳۲ سالگی، خودکشی کرد.
از فیلم‌ها یا مجموعه‌های تلویزیونی که وی در آن‌ها نقش داشته است، می‌توان به برادر کوچک اشاره نمود.